# بيدرو غاييسي
بيدرو غاليسي (Pedro Gallese) (مواليد 23 أبريل 1990)، هو لاعب كرة قدم كان يلعب كحارس مرمى. يلعب مع منتخب بيرو لكرة القدم منذ عام 2014.

## وصلات خارجية
- بيدرو غاييسي على موقع الدوري الأمريكي (الإنجليزية)
- بيدرو غاييسي على موقع إي إس بي إن إف سي (الإنجليزية)
- بيدرو غاييسي على موقع قاعدة بيانات كرة القدم.إي يو (الإنجليزية)
- بيدرو غاييسي على موقع ليكيب (الفرنسية)
- بيدرو غاييسي على موقع ناشيونال فوتبول تيمز (الإنجليزية)
- بيدرو غاييسي على موقع Soccerbase.com (لاعب) (الإنجليزية)
- بيدرو غاييسي على موقع Soccerway.com (الإنجليزية)
- بيدرو غاييسي على موقع عالم كرة القدم.نت (الإنجليزية)
- بيدرو غاييسي على موقع AS.com (الإسبانية)